# Kemmelberg
Kemmelberg är en kulle i Belgien.   Den ligger i provinsen Västflandern och regionen Flandern, i den västra delen av landet, 110 km väster om huvudstaden Bryssel. Toppen på Kemmelberg är 154 meter över havet, den högsta punkten i provinsen Västflandern, den geodetiska punkten med markeringen Ch63.1, som uppmättes av NGI i oktober 1951 genom optisk nivellering 
Terrängen runt Kemmelberg är huvudsakligen platt. Kemmelberg ligger uppe på en höjd som går i öst-västlig riktning. Närmaste större samhälle är Ypern, 9,0 km nordost om Kemmelberg.
Trakten runt Kemmelberg består till största delen av jordbruksmark. Runt Kemmelberg är det ganska tätbefolkat, med 248 invånare per kvadratkilometer.